# San Gusmè
San Gusmè ist ein Ortsteil (Fraktion, italienisch frazione) von Castelnuovo Berardenga in der Provinz Siena, Region Toskana in Italien.

## Geografie
Der Ort, früher auch San Gusmè in Campi, San Gusmè nel Chianti oder Castello San Cosmae genannt, liegt 5 km nördlich des Hauptortes Castelnuovo Berardenga und 16 km nordöstlich der Provinzhauptstadt Siena im östlichen Teil des Chianti senese am Berg Monte Luco. Der Ort liegt am Fluss Ombrone bei 465 m s.l.m. und hatte 2001 ca. 250 Einwohner. 2017 waren es 239 Einwohner.

## Geschichte

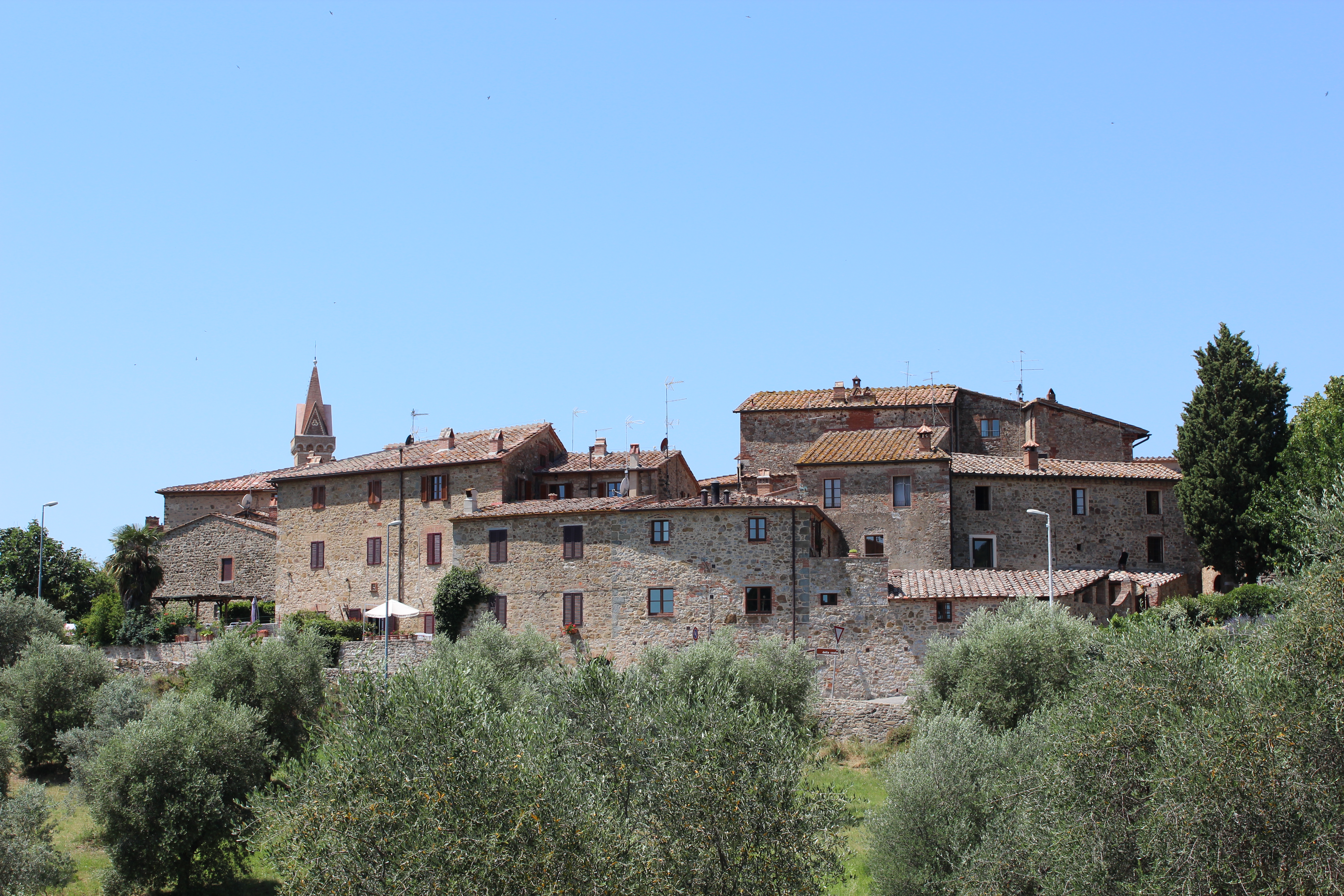
Panorama von San Gusmè

Namensgebend für den Ort ist die alte Kirche Santi Cosma e Damiano, aus der Sancti Cosme und später San Gusmè wurde. Erstmals schriftlich erwähnt wurde der Ort im Februar 867, als Winigi di Raginieri (Ranieri) mit seiner Frau Richilda das Kloster Monastero di San Salvatore della Berardenga stiftete. 1167 übernimmt Cristiano Vescovo di Magonza, Vikar von Friedrich I., den Ort als Lehen. Zwanzig Jahre später gelangt der Ort bzw. die Burg mit Borgo (Unterstadt) an die Familie der Ricasoli, was von Heinrich VI. bestätigt wurde. Am 11. September 1478 wurde San Gusmè von Alfons II. eingenommen. Weitaus größere Schäden am Ort entstanden im Konflikt zwischen Siena und Florenz, als der Ort zuerst am 25. Februar 1554 von den Truppen aus Florenz eingenommen wurde, und am 13. Mai desselben Jahres, als der Ort von den gleichen Militäreinheiten niedergebrannt wurde.
Bis zum 2. Juni 1777 war der Ort selbständig, dann kam er durch die Gebietsreform Riforma Leopoldina von Leopold II. als Ortsteil zu Castelnuovo Berardenga. Die Schutzpatrone des Ortes sind die hl. Cosmas und Damian.
Auf dem Friedhof des Dorfes San Gusmè erinnert ein schlichtes Denkmal daran: Am 4. Juli 1944 wurden von deutschen Soldaten der Division Hermann Göring neun Dorfbewohner, zumeist Frauen und kleine Kinder, erschossen. 2014 wurde das deutsch-italienische Theaterprojekt „Albicocche rosse - Blutige Aprikosen“ von Ulrich Waller zusammen mit Matteo Marsan und Dania Hohmann über das Kriegsverbrechen der deutschen Soldaten vor Ort aufgeführt.

## Sehenswürdigkeiten

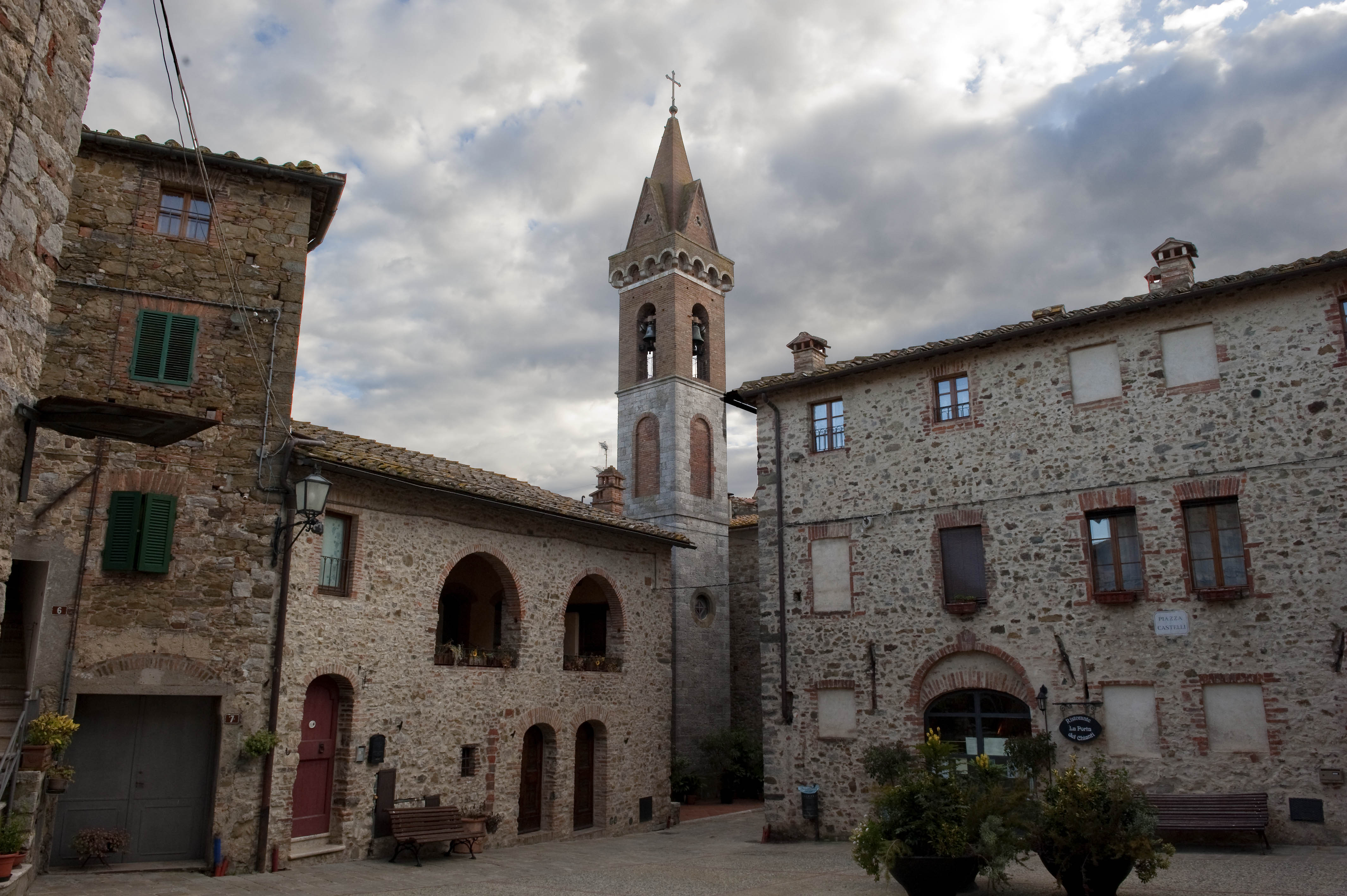
Der Hauptplatz Piazza Castello in San Gusmè

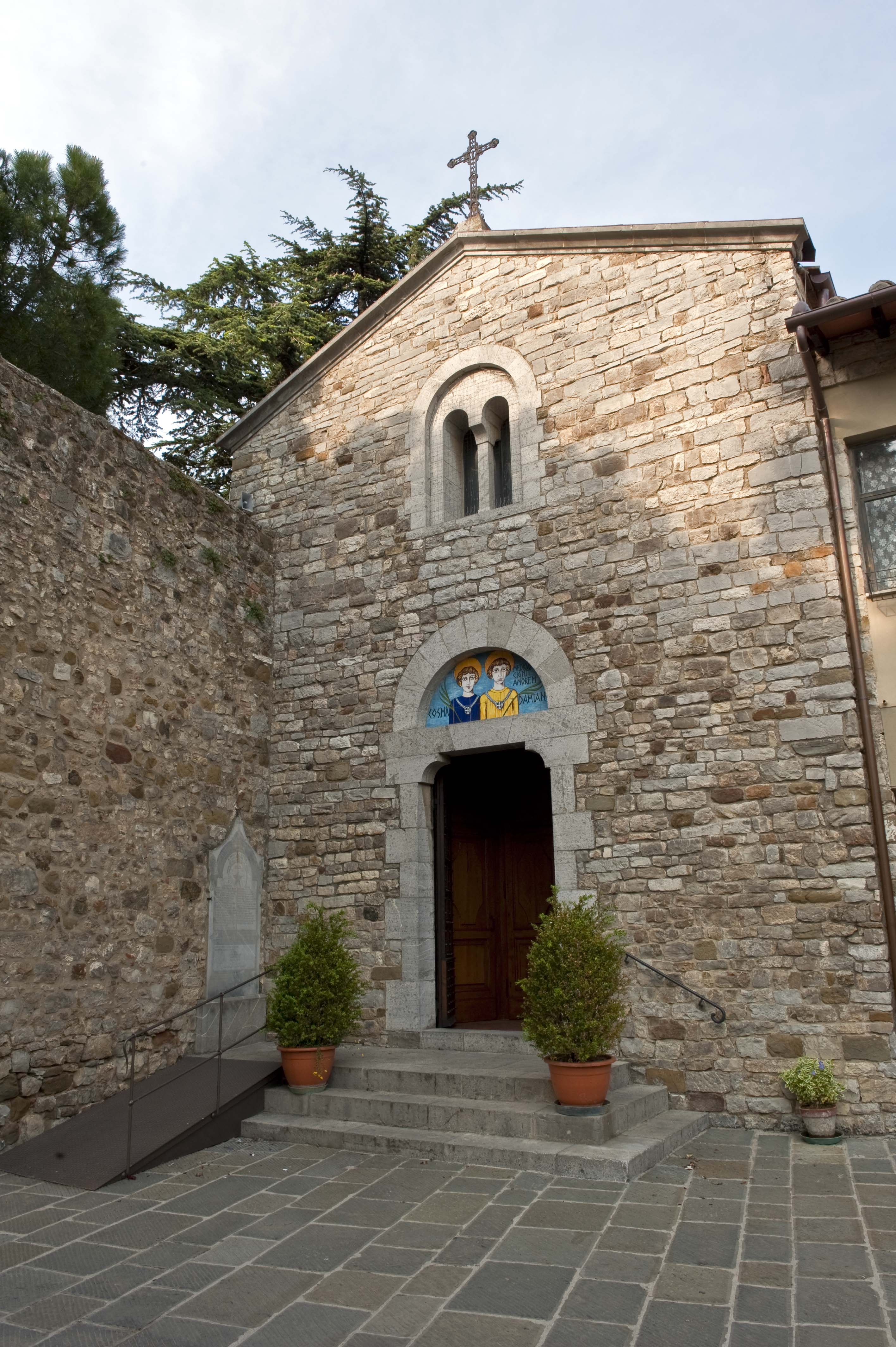
Die Pieve dei Santi Cosma e Damiano in San Gusmè

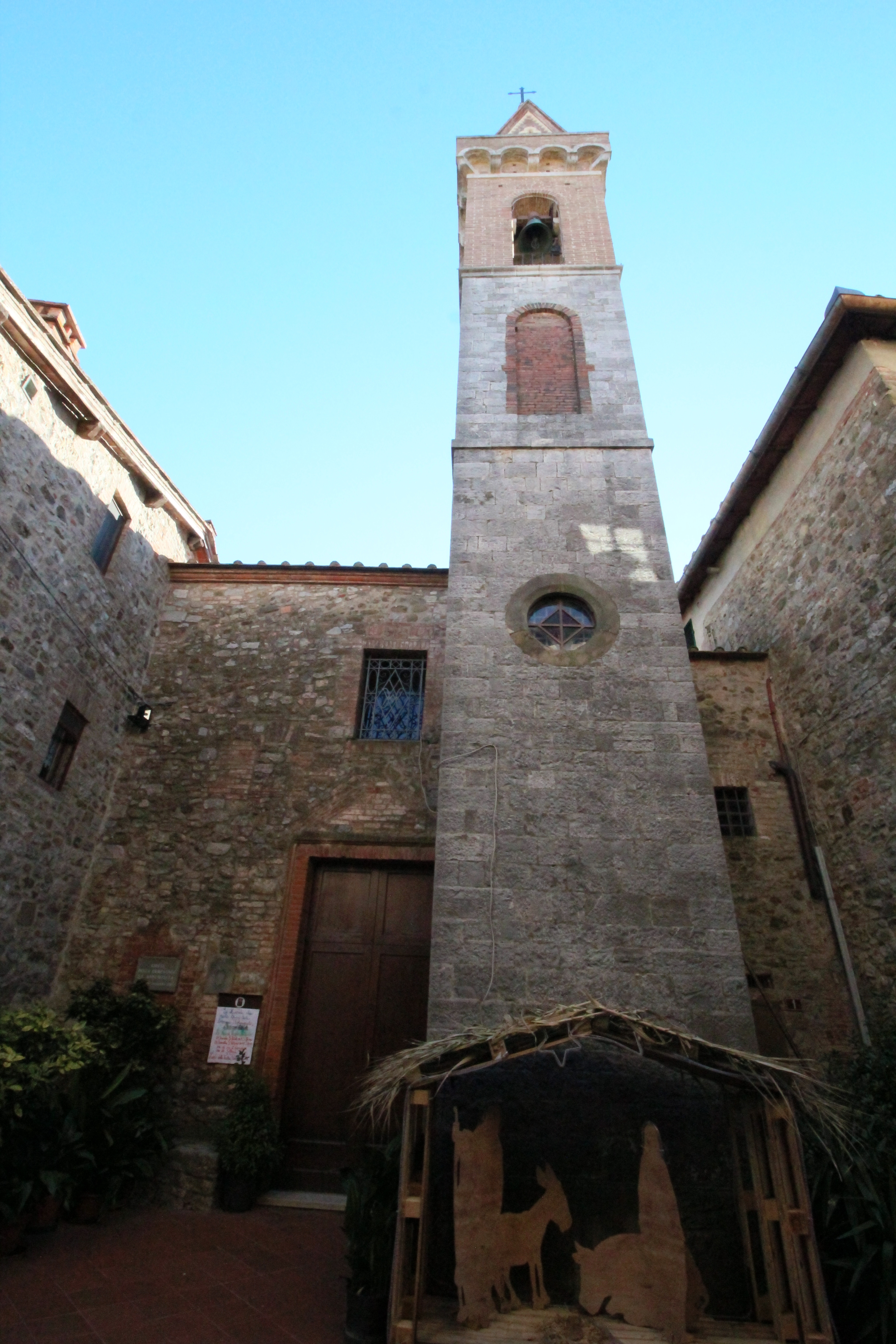
Die Kirche der Compagnia della Santissima Annunziata

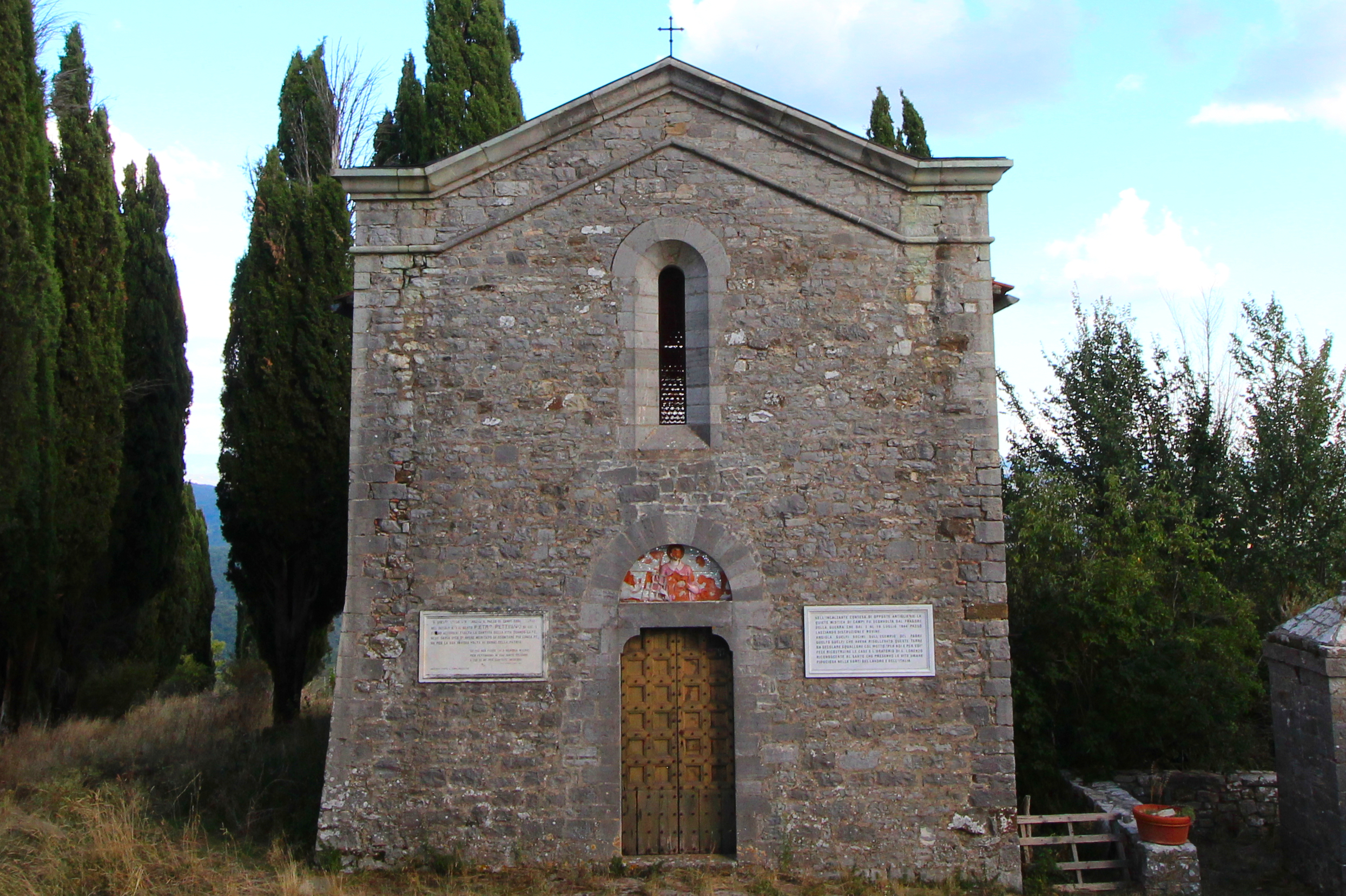
Die Kirche San Lorenzo in der Località Campi

- Pieve dei Santi Cosma e Damiano, Pieve im Ortskern, die seit 867 bekannt ist und zunächst der Pieve von San Felice (San Felice in Pincis) unterstand.[1] Die heutige Fassade stammt aus dem 20. Jahrhundert.
- Chiesa della Santissima Annunziata, auch Chiesa della Compagnia della Santissima Annunziata, Kirche im Ortskern aus dem 14. Jahrhundert.[6]
- Luca Cava, 1888 entstandene ironische Steinstatue von Giovanni Bonechi, die in den 1930er Jahren zerstört und in den 1970er Jahren auf Initiative von Silvio Gigli durch Marcello Neri als Keramikfigur reinstalliert wurde. Der Entwurf stammt von Emilio Giannelli. Die Inschrift lautet re, imperatore, papa, filosofo, poeta, contadino e operaio: l’uomo nelle sue quotidiane funzioni. Non ridete, pensate a voi stessi.[7] (König, Herrscher, Papst, Philosoph, Poet, Bauer und Arbeiter: Der Mensch bei seinen täglichen Verrichtungen. Nicht lachen, denkt [lieber] über euch selber nach).
- Teile der alten Stadtmauern, die ab 1370 entstanden mit zwei Stadttoren. Die beiden Stadttore aus dem 14. Jahrhundert sind die Porticciola, auch Porta Senese genannt (enthält heute noch das Wappen (Balzana) der Republik Siena) und das südwestliche Tor. Das dritte, Porta Nuova, stammt aus dem Jahr 1939.[8]
- Villa Arceno, Villa der Familie Piccolomini Clementini[9], die ca. 1 km südlich des Ortes liegt und aus dem 17. Jahrhundert stammt. Wurde 1833 von dem seneser Architekten Agostino Fantastici (* 1782 in Siena; † 24. Juli 1845 ebd.)[10] umgestaltet und um den Garten und die Kapelle erweitert.[11]
- San Lorenzo, Kirche in der Località Campi (auch Campi nel Chianti oder Campi della Berardenga). Kirche aus dem späten 18./frühen 19. Jahrhundert. Enthält ein Leinwandgemälde (Martirio di San Lorenzo) aus dem 18. Jahrhundert.[12]
- Sorgenti dell’Ombrone, Quelle des Flusses zwischen Campi (646 m) und San Gusmè etwa 500 Meter nördlich des Ortes.[13]

## Söhne und Töchter des Ortes
- Pietro Sorri, Maler, *1556 in San Gusmè

## Trivia
- Die deutsche Schauspielerin, Bühnenbildnerin und Regisseurin Elke Lang wurde am 24. Januar 1998 auf dem Friedhof von San Gusmè beigesetzt.

## Bilder

Monumente von San Gusmè
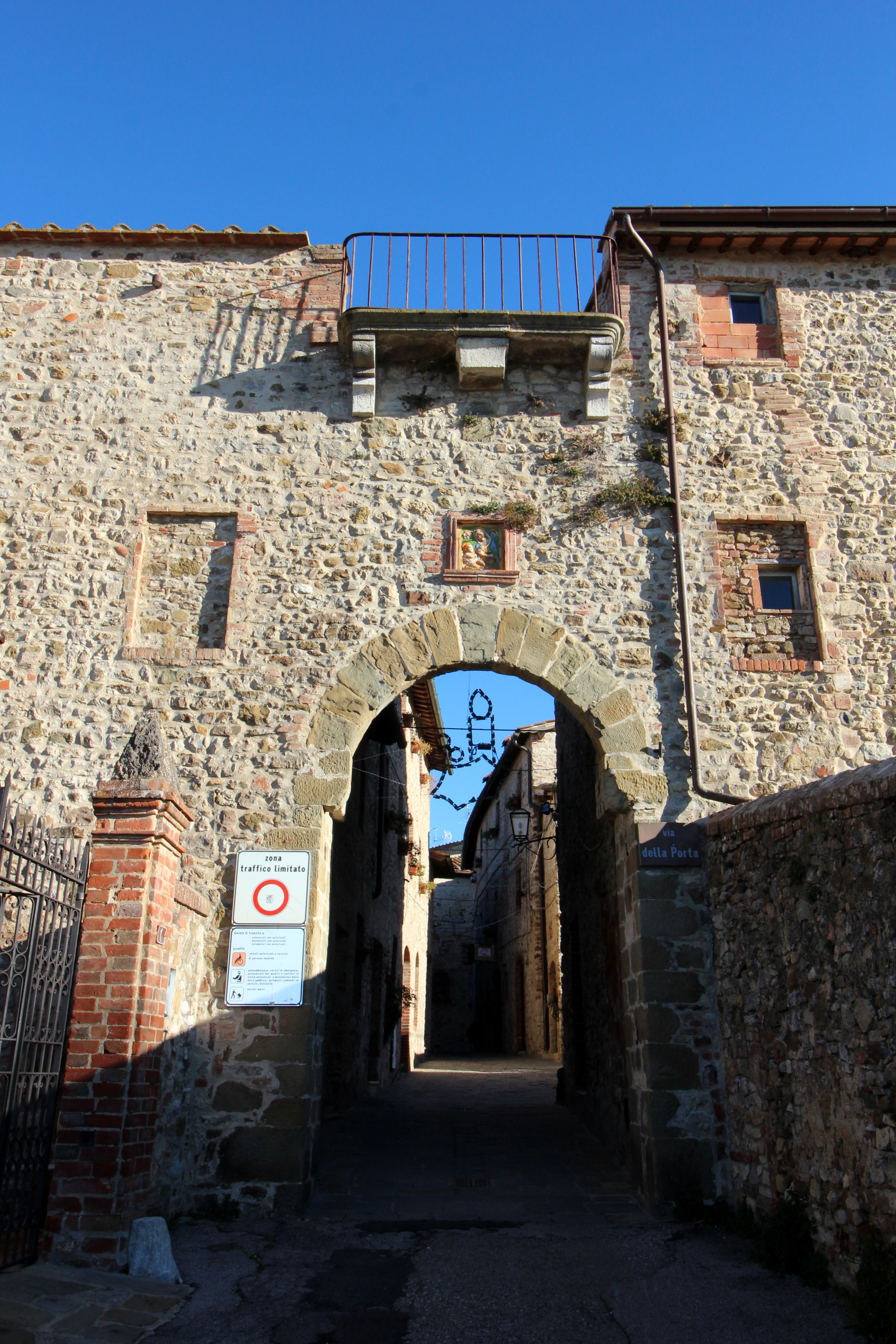
Das südwestliche Tor
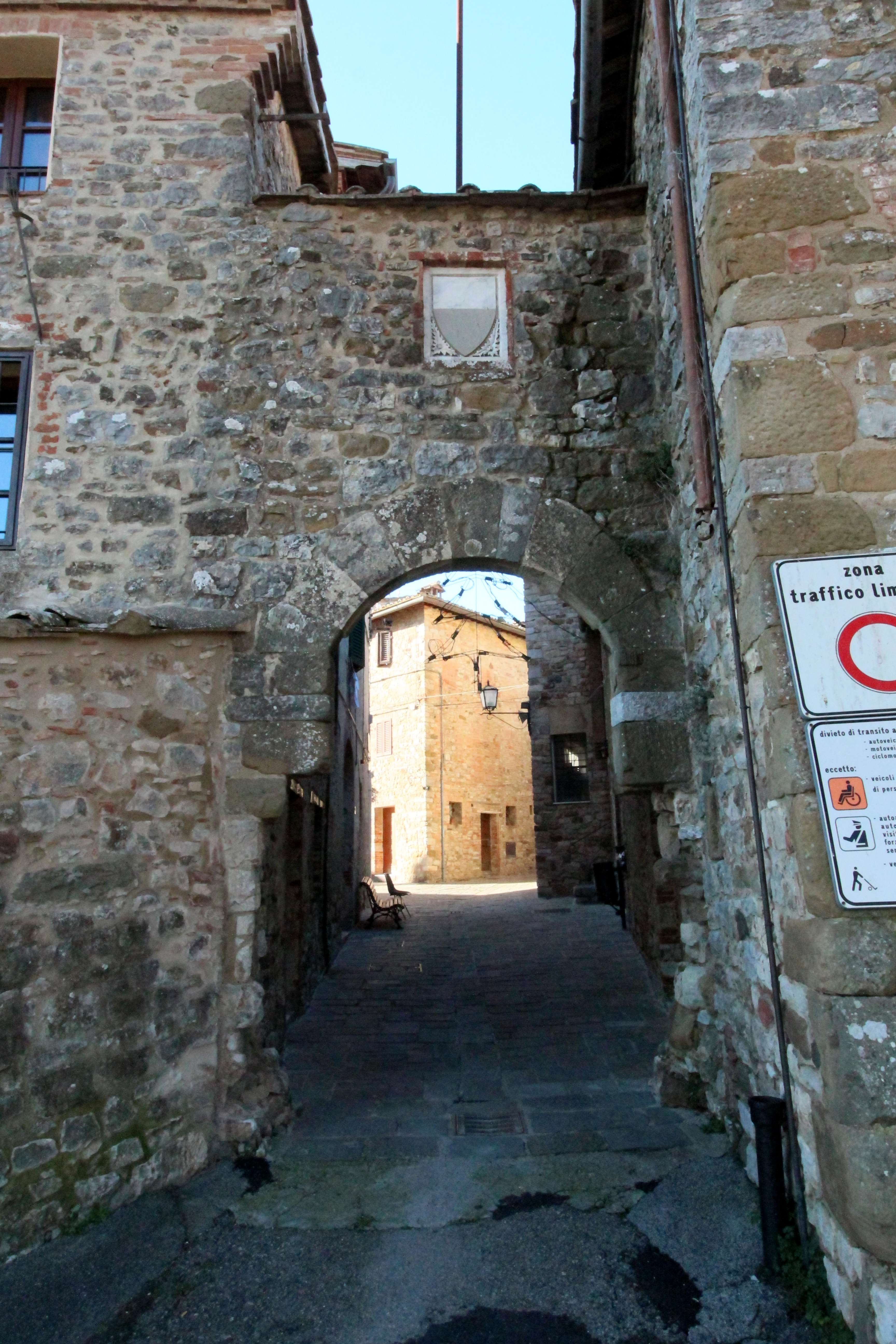
Porticciola, auch Porta Senese genannt.
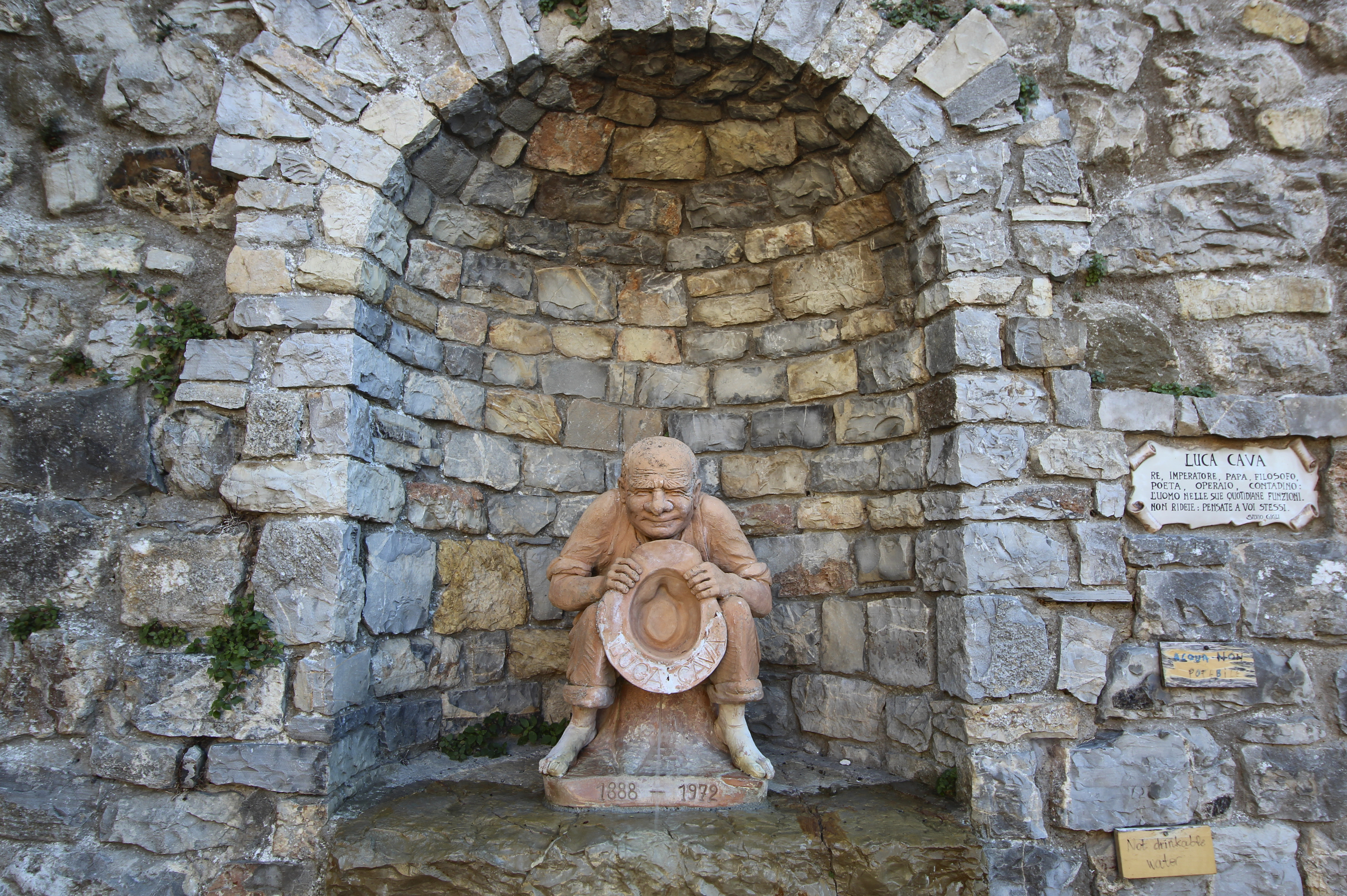
Der Brunnen mit der Terracottafigur Luca Cava
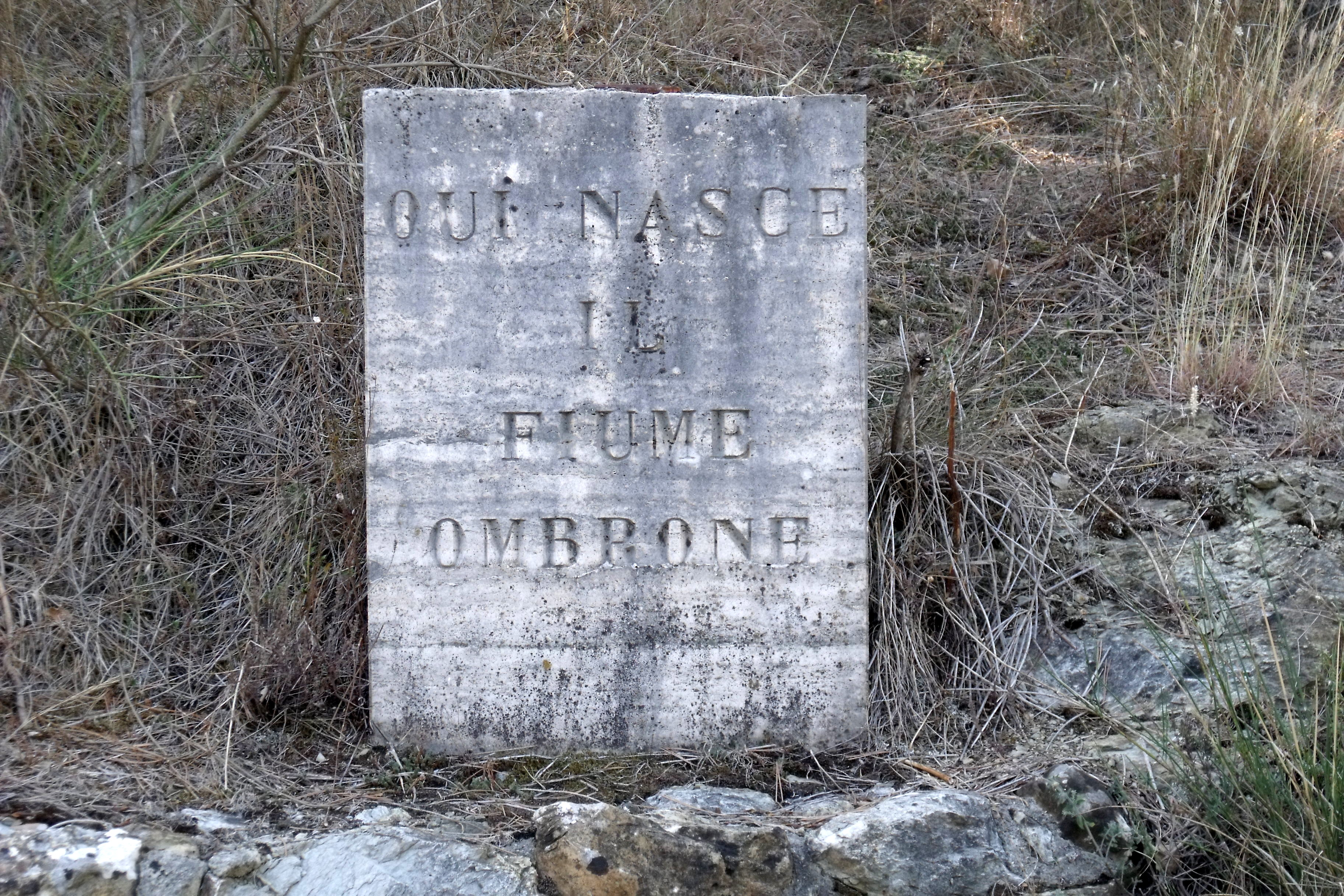
Hinweisschild zur Quelle des Ombrone